# Festungs-Division Swinemünde (Wehrmacht)
Die Festungs-Division Swinemünde (auch Marinefestung Swinemünde) war ein Großverband des Heeres der deutschen Wehrmacht im Zweiten Weltkrieg.

## Divisionsgeschichte

### Festungs-Division Swinemünde
Die Division wurde Anfang Januar 1945 auf Befehl des Seekommandanten Pommern hin zur Verteidigung der Hafenstadt Swinemünde inklusive der Festung aufgestellt. Die Aufstellung erfolgte durch die im Kriegshafen der Stadt stationierten Marineverbänden, wie z. B. die Marine-Flakschulen III. bis VIII. Die Division war der 3. Panzerarmee unterstellt und kapitulierte im April 1945 gegenüber der Roten Armee.

### Verteidigungsbereich Swinemünde
Neben der Festungs-Division wurde auch im März 1945 ein Verteidigungsbereich eingerichtet. Es gibt Verwechselungen zwischen diesen beiden Verbänden insbesondere bzgl. der Kommandeure. Der Verteidigungsbereich Swinemünde war verantwortlich für die Verteidigung der Inseln Usedom und Wollin, abgegrenzt gegen das Festland über die Mündungsarme der Oder in die Ostsee. und der 3. Panzerarmee zugeordnet. Gefechtsstand war Misdroy. Kommandeur des Verteidigungsbereiches Swinemünde war der Generalleutnant John Ansat.
Im Mai 1945 erfolgte der Rückzug aus dem Verteidigungsbereich.

## Gliederung
- Festungs-Alarm-Regiment 1 (aus Luftwaffenpersonal des Fliegerhorstes Wollin-Dievenow und der Luftnachrichtenschule)
- Festungs-Alarm-Regiment 2 (aus Personal der Marine-Flakschule III und der Zerstörer- und Torpedoboot-Stammabteilung Osternothafen)
- Festungs-Alarm-Regiment 3 (aus Personal unterschiedlicher Marine-Flakschulen)
- Festungs-Alarm-Regiment 4 (aus Personal der Marine-Flakschule IV) unter Fregattenkapitän Albrecht Schnarke
- Festungs-Alarm-Regiment 5 (aus Personal der Marine-Flakschule V) unter Fregattenkapitän Klaus Bahr, vormals Kommandeur der Marine-Flakschule II
- Küsten-Artillerie-Lehr-Abteilung

## Kommandeure
- Oberst, späterer Generalmajor Arthur Kopp (1895–1979): von der Aufstellung bis März 1945
- Kapitän zur See Johannes Rieve: März 1945
- Generalmajor Horst von Necker: April 1945 bis zur Auflösung